# Nip/Tuck
Nip/Tuck è una serie televisiva statunitense ideata da Ryan Murphy e trasmessa negli Stati Uniti per sei stagioni, dal 22 luglio 2003 al 3 marzo 2010, su FX. In Italia le prime quattro stagioni sono state trasmesse in prima TV assoluta da Italia 1, mentre le successive sono andate in onda in prima visione su Mya, canale a pagamento dell'offerta Mediaset Premium.
La storia segue la vita di due chirurghi plastici di Miami, Sean McNamara (Dylan Walsh) e Christian Troy (Julian McMahon, che nel 2005 è stato candidato al Golden Globe come "miglior attore in una serie drammatica"). Nel 2005, Nip/Tuck ha vinto il Golden Globe come "miglior serie drammatica".
Nel corso delle sei stagioni, la trama e il genere si evolvono notevolmente alternando episodi drammatici, erotici, thriller, grotteschi,  satirici, splatter e onirici.

## Trama
Il dottor Christian Troy e il collega Sean McNamara sono amici di lunga data. Entrambi chirurghi, hanno filosofie di vita molto diverse tra loro: mentre uno è un dongiovanni sregolato, l'altro è il classico posato uomo di famiglia. Dietro i desideri estetici dei pazienti, il più delle volte il bisturi fa emergere le loro insoddisfazioni, la fragile natura di chi è incapace di accettarsi, più che fisicamente, dal lato psicologico.

## Personaggi e interpreti

### Personaggi principali
- Sean McNamara (stagioni 1-6), interpretato da Dylan Walsh, doppiato da Lorenzo Scattorin. Un chirurgo plastico vicino alla mezza età che cerca di venire a patti con la sua vita precedentemente "perfetta" che sta andando in pezzi. Affronta costantemente una crisi, rimpiangendo la sua giovinezza che sta lentamente svanendo. Sean e sua moglie Julia, che si sono riconciliati dopo una breve separazione, hanno tre figli: Matt, Annie e Connor.
- Christian Troy (stagioni 1-6), interpretato da Julian McMahon, doppiato da Alberto Sette. Un chirurgo plastico egoista e donnaiolo che si avvicina alla mezza età. Christian fa da contraltare al più attento alla famiglia Sean McNamara, il suo migliore amico e socio in affari. È il padre biologico di Matt McNamara con il quale ha un rapporto tempestoso.
- Julia McNamara (stagioni 1-6), interpretata da Joely Richardson, doppiata da Sonia Mazza. È una delle protagoniste del telefilm, spesso coinvolta in prima persona o insieme all'ex marito Sean McNamara e all'amico Christian Troy. Julia, il cui cognome da single è Noughton, frequentava la stessa università di Sean e Christian ma a differenza loro non ha conseguito la laurea in medicina: ciò le ha dato un senso di rabbia e frustrazione destinato a influire sulle sue scelte di vita. Per 17 anni è stata la moglie di Sean, con cui si è sposata e ha divorziato due volte. Figlia della psicologa clinica Erica Noughton, ha avuto tre figli: il maggiore Matt da Christian e i piccoli Annie e Conor dal consorte. Al termine della serie si fidanzerà con un ricco ed anziano uomo inglese di nome Edmond e andrà a vivere a Londra.
- Matt McNamara (stagioni 1-6), interpretato da John Hensley, doppiato da Stefano Brusa.
- Grace Santiago (stagione 1), interpretata da Valerie Cruz, doppiata da Anna Radici
- Elizabeth "Liz" Cruz (stagioni 2-6, ricorrente stagione 1), interpretata da Roma Maffia, doppiata da Cristina Giolitti.
- Ava Moore (stagioni 2-3, 6), interpretata da Famke Janssen, doppiata da Olivia Manescalchi.
- Kimber Henry (stagioni 3-6, ricorrente stagioni 1-2), interpretata da Kelly Carlson, doppiata da Luisa Ziliotto.
- Gina Russo (stagione 3, ricorrente stagioni 1-2, 4-5), interpretata da Jessalyn Gilsig, doppiata da Anna Lana.
- Quentin Costa (stagione 3, ospite stagione 2), interpretato da Bruno Campos, doppiato da Alessandro Rigotti. Quentin Costa è introdotto nell'episodio Sean McNamara come un chirurgo plastico proveniente da Atlanta, in Georgia, che assiste Christian Troy nell'intervento per sistemare la faccia di Sean dopo l'attacco del Macellaio, uno stupratore seriale mascherato, le cui vittime sono pazienti di Sean e Christian. Nella terza stagione, Sean, traumatizzato dall'attacco del Macellaio, esita ad operare, quindi chiede a Quentin di diventare socio alla McNamara/Troy. Inizialmente Christian rifiuta di avere Quentin come socio, ma poi accetta e supporta questa decisione. Un paio di episodi dopo, Quentin e Sean vanno ad un party insieme: finiscono per andare a letto con due studentesse del college e Quentin fa l'occhiolino a Sean; questo spaventa Sean, che lascia la camera. Nello stesso episodio, Christian chiede a Quentin di aiutarlo ad allontanarlo da Kit McGraw, perché stanco della relazione a tre con la detective e Kimber Henry. Mentre è a letto con Kit da un lato e Christian e Kimber da un altro, Quentin tocca il sedere di Christian: a quel punto, Costa rivela di essere bisessuale e che pensava che anche Christian lo fosse. Quando Sean lascia la pratica, Quentin aiuta Christian con le operazioni. Scopre, però, che Quentin fa uso di droghe e perciò richiama Sean per un intervento facciale su cui stavano lavorando. Così Sean ritorna alla clinica. In seguito al ritorno di Sean, Quentin ammette la relazione con l'ex moglie di Sean, Julia McNamara. Dopo aver cacciato Quentin per aver fatto sesso con un paziente sposato, Sean lo ricatta minacciando di fargli perdere la licenza se non lascia la McNamara/Troy. Quentin lascia lo studio dei due colleghi facendogli incassare la metà del contratto che aveva pattuito con Christian e Sean e solo allora rivela che sarebbe rimasto a Miami per lavorare al De La Mer, l'azienda di Julia: alla fine, viene licenziato pure da lì. Quando Julia scopre di essere incinta, Sean e Christian sospettano che Quentin sia il padre, ma ciò si rivela falso come lo stesso Costa ammette: infatti egli rivela a Christian di non aver mai fatto sesso con Julia. Il bambino quindi è di Sean. Alla fine del 3x14 (Cherry Peck) viene rivelato che Quentin non ha il pene; nell'episodio successivo gli viene attribuita una malformazione congenita dovuta ad una carenza di 5alfa-reduttasi, di cui soffre perché nato da incesto. Nell'episodio finale della terza stagione (3x15, Quentin Costa) viene rivelato che Quentin è il Macellaio, con la complicità di Kit McGraw, che in realtà è sua sorella: nella puntata si scopre che i genitori dei due erano parenti e da qui sono sorti i disordini genetici dei due. Inizialmente, si pensa che Kit abbia sparato a Quentin, ma in realtà si trattava semplicemente di un escamotage per fuggire. La loro ultima apparizione è sulla spiaggia di Malaga, in Spagna, dove entrambi ridono pensando alla loro prossima vittima.

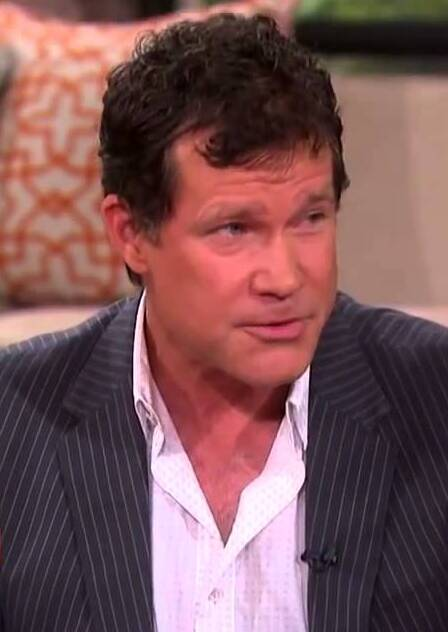
Dylan Walsh interpreta Sean McNamara
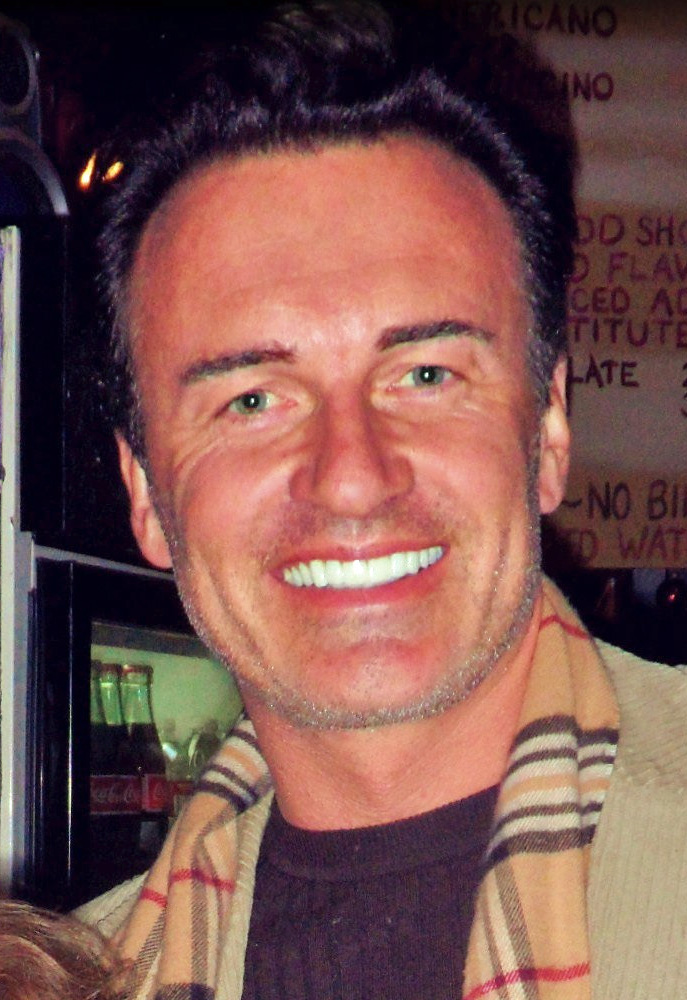
Julian McMahon interpreta Christian Troy
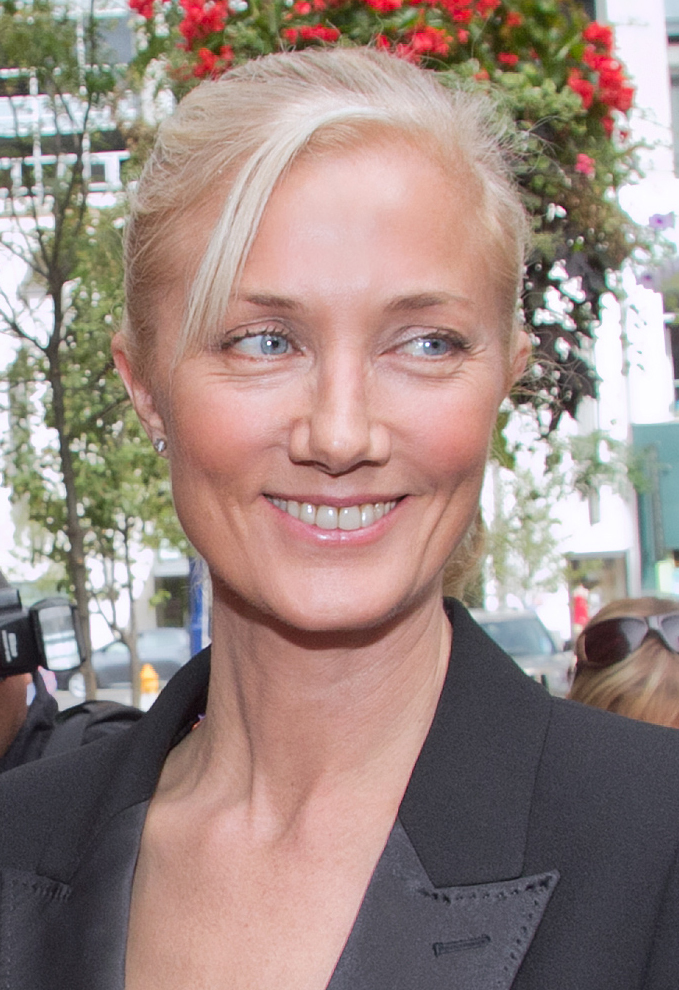
Joely Richardson interpreta Julia McNamara
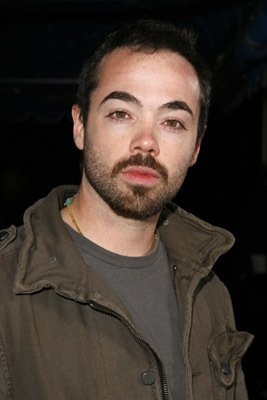
John Hensley interpreta Matt McNamara
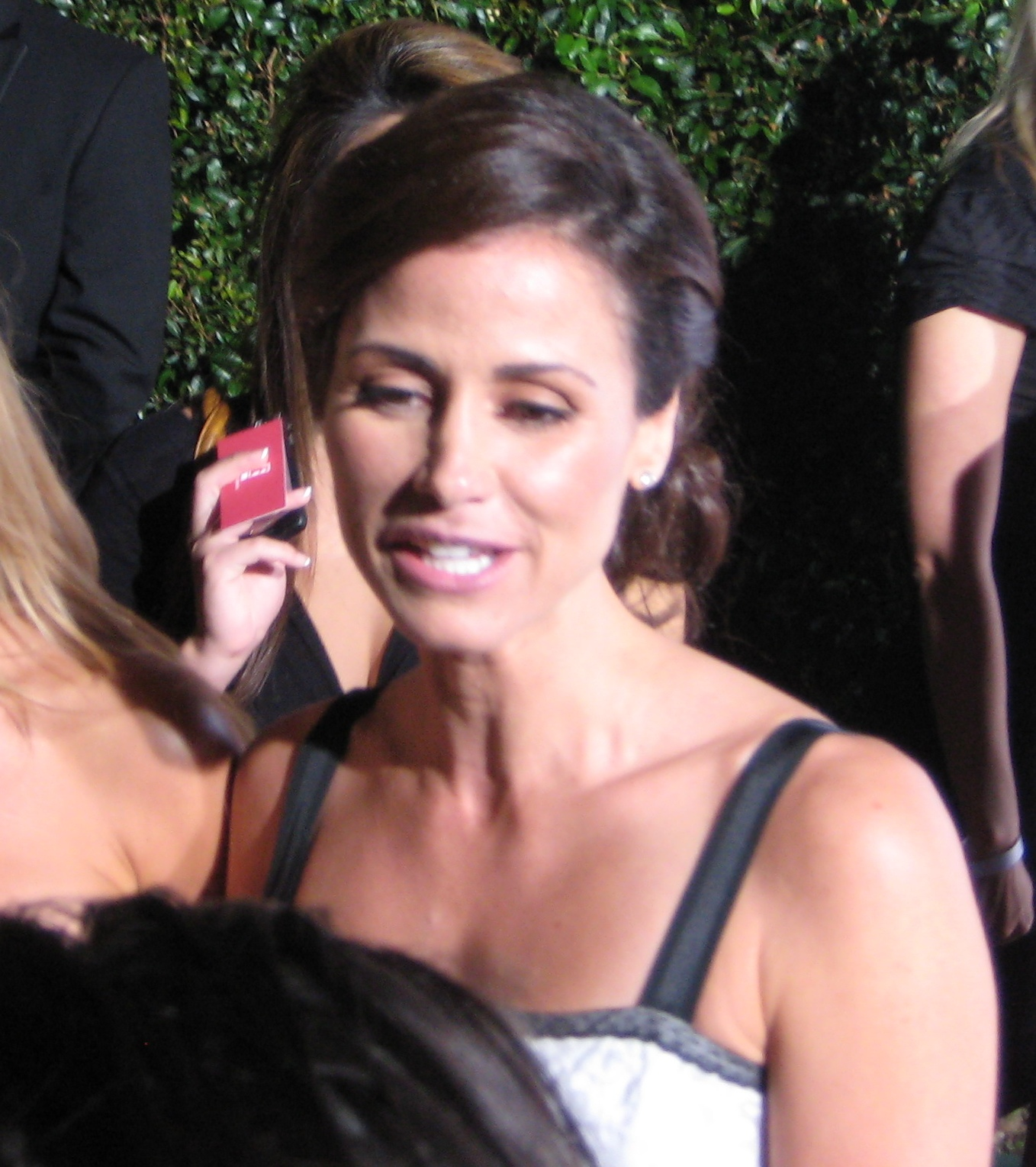
Valerie Cruz interpreta Grace Santiago
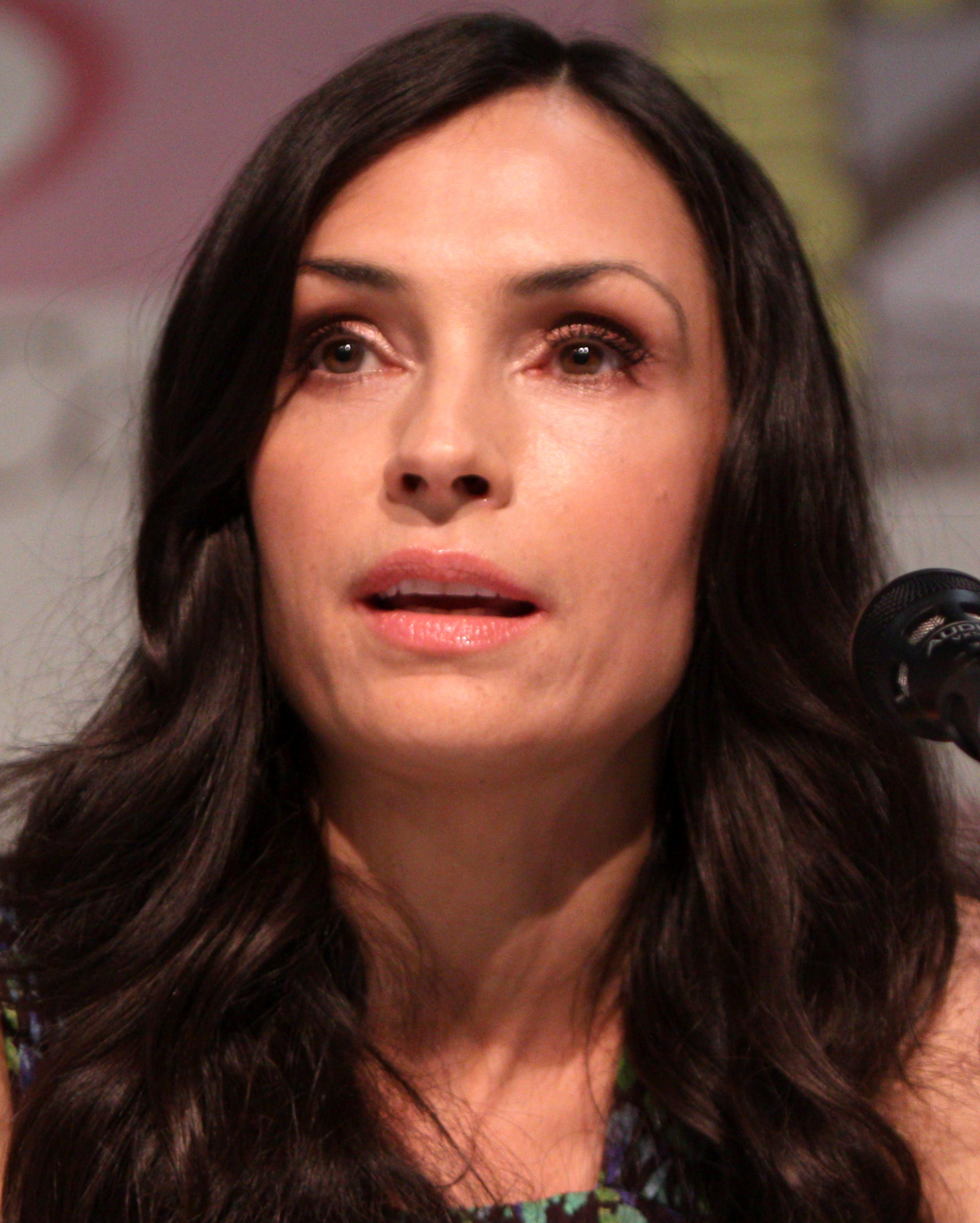
Famke Janssen interpreta Ava Moore
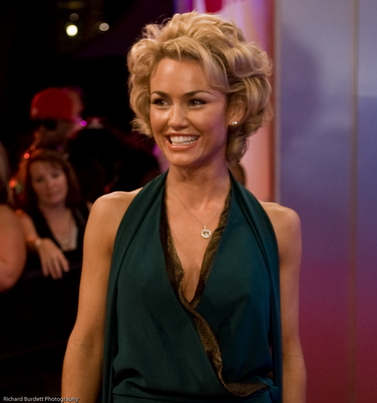
Kelly Carlson interpreta Kimber Henry
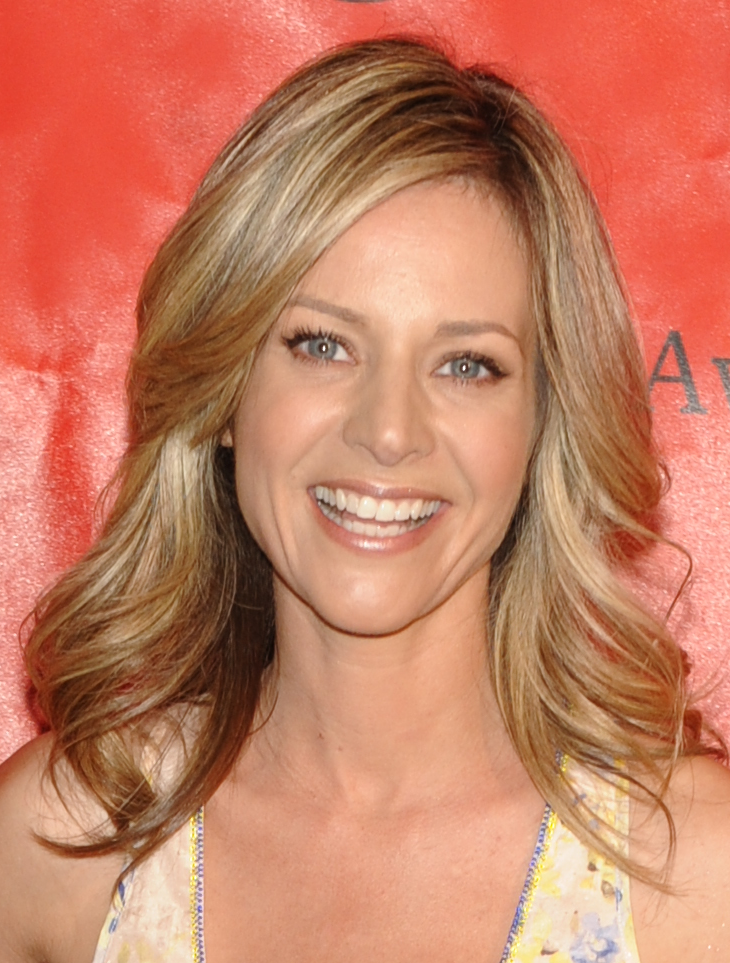
Jessalyn Gilsig interpreta Gina Russo
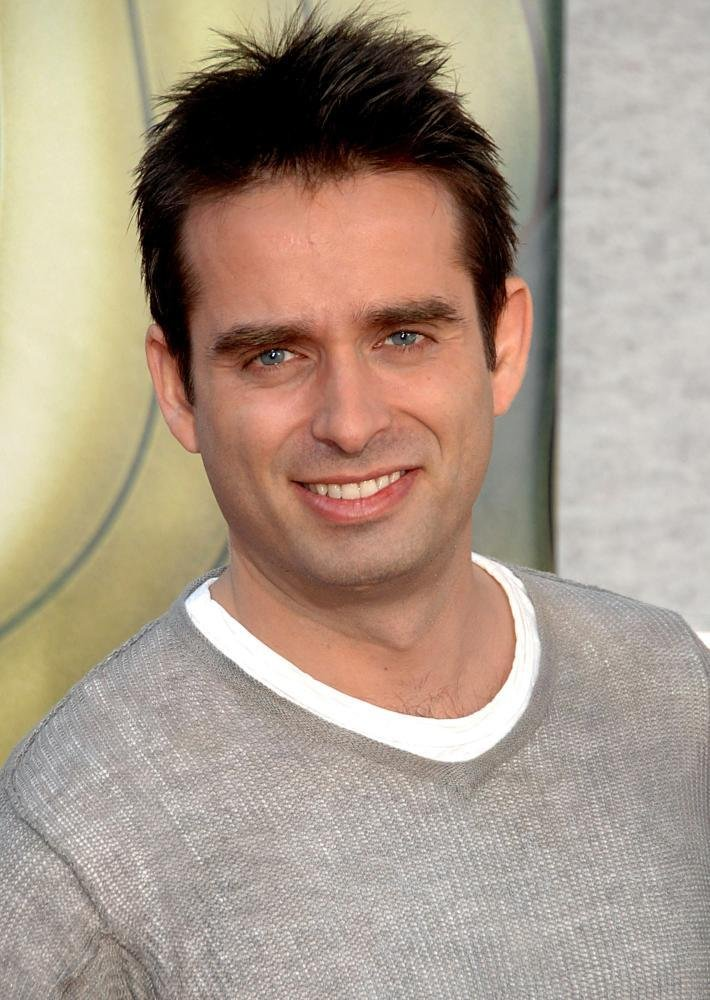
Bruno Campos interpreta Quentin Costa
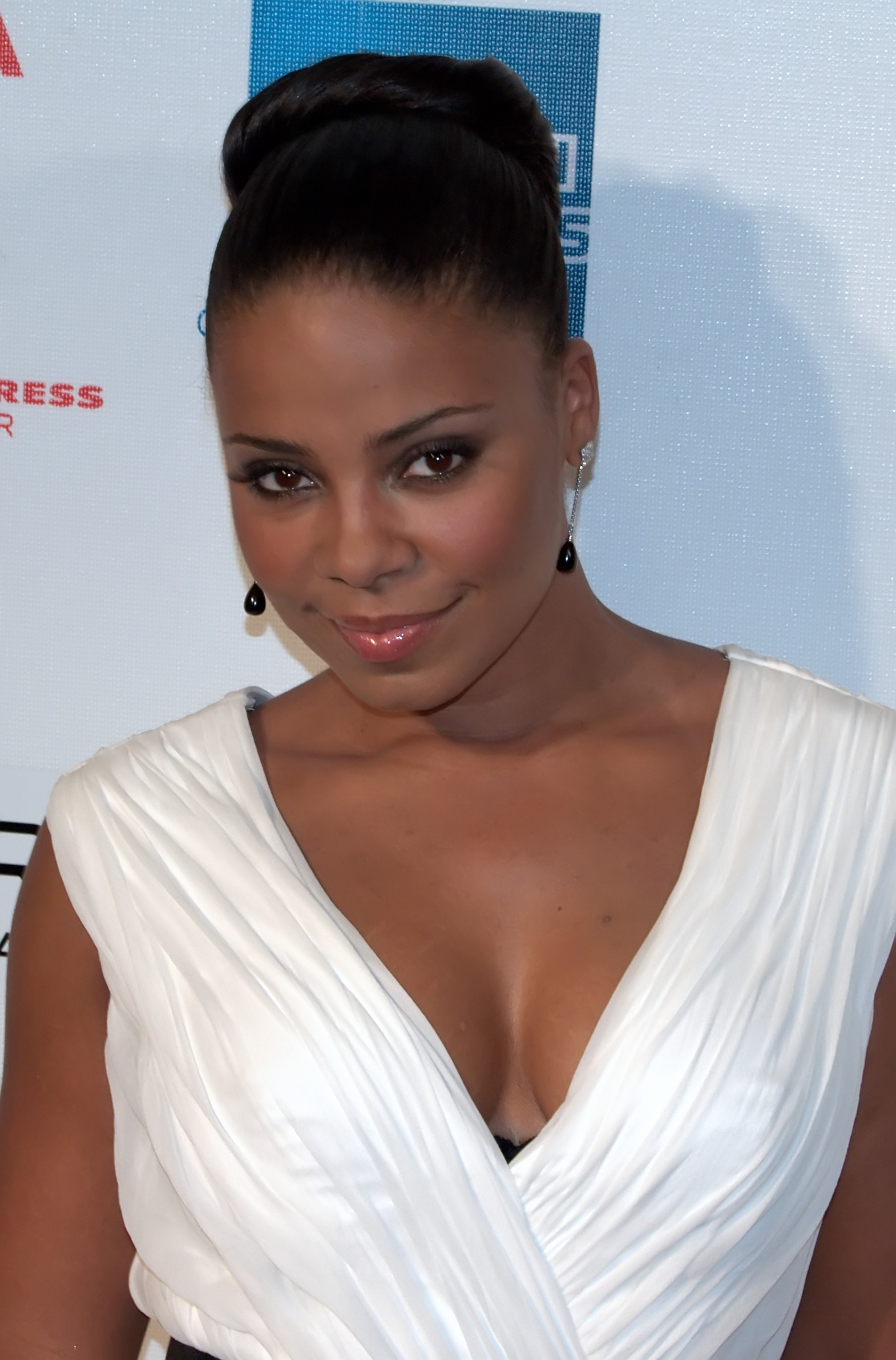
Sanaa Lathan interpreta Michelle Landau

### Personaggi di supporto
- Annie McNamara (stagioni 1-6), interpretata da Kelsey Batelaan.
- Wilbur Troy (stagioni 2, 4-6), interpretato da Joshua e Josiah Henry.
- Infermiera Linda (stagioni 1-6), interpretata da Linda Klein, doppiata da Anna Bonasso.

### Personaggi ricorrenti
- Escobar Gallardo (stagioni 1-2, 4, 6), interpretato da Robert LaSardo, doppiato da Oliviero Corbetta.
- Jude Sawyer (stagioni 1-3), interpretato da Phllip Rhys, doppiato da Luigi Rosa.
- Mrs. Hedda Grubman (stagioni 1-2, 4), interpretata da Ruth Williamson, doppiata da Rosalba Bongiovanni.
- Dr. Merrill Bobolit (stagioni 1-2, 4), interpretato da Joey Slotnick, doppiato da Gianluca Iacono.
- Megan O'Hara (stagioni 1-2, 4), interpretata da Julie Warner, doppiata da Roberta Bosetti.
- Dr.ssa Erica Noughton (stagioni 2-3, 6), interpretata da Vanessa Redgrave, doppiata da Marzia Ubaldi.
- Joan Rivers (stagioni 2-3, 6), interpreta se stessa.
- Adrian Moore (stagione 2), interpretato da Seth Gabel, doppiato da Simone D'Andrea.
- Kit McGraw (stagione 3), interpretata da Rhona Mitra, doppiata da Laura Facchin.
- Ariel Alderman (stagione 3), interpretata da Brittany Snow, doppiata da Beatrice Caggiula.
- Nicole Morretti (stagione 3), interpretata da Anne Heche, doppiata da Germana Pasquero.
- Michelle Landau (stagione 4), interpretata da Sanaa Lathan, doppiata da Cristiana Rossi.
- Burt Landau (stagione 4), interpretato da Larry Hagman, doppiato da Gino La Monica.
- James LeBeau (stagione 4), interpretata da Jacqueline Bisset, doppiata da Cinzia De Carolis.
- Faith Wolper (stagione 4), interpretata da Brooke Shields, doppiata da Daniela Calò.
- Marlowe Sawyer (stagione 4), interpretato da Peter Dinklage, doppiato da Massimiliano Lotti.
- Poppy (stagione 4), interpretata da Alanis Morissette, doppiata da Angela Brusa.
- Dawn Budge (stagione 4-5), interpretata da Rosie O'Donnell, doppiata da Monica Pariante.
- Dr. Mike Hamoui (stagioni 4, 6), interpretato da Mario López, doppiato da Luca Ferrante.
- Kate Tinsey (stagione 5), interpretata da Paula Marshall, doppiata da Sabrina Duranti.
- Fiona McNeil (stagione 5), interpretata da Lauren Hutton, doppiata da Aurora Cancian.
- Aidan Stone (stagione 5), interpretato da Bradley Cooper, doppiato da Andrea Zalone.
- Olivia Lord (stagione 5), interpretata da Portia de Rossi, doppiata da Caterina Rochira.
- Eden Lord (stagione 5), interpretata da AnnaLynne McCord, doppiata da Valentina Favazza.
- Freddy Prune (stagione 5), interpretato da Oliver Platt.
- Colleen Rose (stagione 5), interpretata da Sharon Gless.
- Ram Peters (stagione 5), interpretato da John Schneider, doppiato da Claudio Moneta.
- Emme Lowell (stagione 5), interpretata da Jeannine Kaspar.
- Dott.ssa Theodora "Teddy" Rowe, interpretata da Katee Sackhoff (stagione 5) e da Rose McGowan (stagione 6), doppiata da Patrizia Scianca.
- Dr. Curtis Ryerson (stagione 6), interpretato da George Newbern, doppiato da Roberto Accornero.
- Ramona Perez (stagione 6), interpretata da Melonie Diaz.

## Episodi
| Stagione         | Episodi | Prima TV originale | Prima TV Italia |
| ---------------- | ------- | ------------------ | --------------- |
| Prima stagione   | 13      | 2003               | 2004            |
| Seconda stagione | 16      | 2004               | 2004-2005       |
| Terza stagione   | 15      | 2005               | 2006            |
| Quarta stagione  | 15      | 2006               | 2007            |
| Quinta stagione  | 22      | 2007-2009          | 2008-2009       |
| Sesta stagione   | 19      | 2009-2010          | 2010-2011       |

## Produzione
Negli Stati Uniti d'America la serie si è conclusa il 3 marzo 2010 con il 100º episodio che non ha visto sul set (così come per gran parte delle riprese della sesta stagione) la presenza di Ryan Murphy, per via del suo coinvolgimento nel film Mangia prega ama e per il lavoro sull'imminente serie Glee che l'autore stava preparando per la Fox, così come dichiarato da cast e troupe. Le riprese sono terminate il 12 giugno 2009.
A metà della quarta stagione, Joely Richardson abbandonò la serie perché fu impegnata nell'accudimento della figlia Daisy, all'epoca quindicenne, che aveva problemi di salute. Il creatore della serie, Ryan Murphy, affermò di "non voler fare lo show senza di lei". Nel 2007 le condizioni della famiglia migliorarono e la Richardson poté comparire in 13 delle 22 puntate della quinta stagione; a questo punto fu necessaria una rinegoziazione del contratto dell'attrice, che determinò l'apparizione del personaggio di Julia in 5 dei 19 episodi della sesta ed ultima stagione.

## Riconoscimenti

### Emmy Awards
- 2004 - Miglior Trucco.
- 2004 - Nomination - Migliore Regia Serie TV Drammatica, Miglior realizzazione sigla, Miglior tema musicale principale.

### Golden Globe Awards
- 2004 - Nomination - Miglior Serie TV Drammatica, Miglior attrice Serie TV Drammatica (Joely Richardson).
- 2005 - Miglior Serie TV Drammatica.
- 2005 - Nomination - Miglior attore Serie TV Drammatica (Julian McMahon), Miglior attrice Serie Televisiva Drammatica (Joely Richardson).